# Bruce Murray
Bruce Edward Murray, född 25 januari 1966 i Germantown, är en amerikansk före detta fotbollsspelare. Han spelade 86 landskamper för USA:s landslag och deltog i VM 1990, där han gjorde mål i gruppspelet mot Österrike.
20 mars 2011 blev Murray invald i National Soccer Hall of Fame.